# Brisbane Skytower
El Brisbane Skytower es un rascacielos de 270,5 metros de altura en 222 Margaret Street en Brisbane, Queensland, Australia. La torre residencial de 90 pisos es el edificio más alto de Brisbane y el sexto edificio más alto de Australia.
Brisbane Skytower iba a seruno de los dos edificios del complejo 111 + 222. Estaba previsto que la otra torre fuera un hotel de 42 pisos en 111 Mary Street, pero ese proyecto fue cancelado.